# Glaucidae
Glaucidae é uma família taxonómica de lesmas-do-mar caracterizadas por apresentarem cores vivas. Integram-se no grupo dos nudibrânquios aeolídeos, gastrópodes marinhos da superfamília Aeolidioidea.

## Géneros e espécies
Entre os géneros e espécies da família Glaucidae incluem-se:
- Antonietta Schmekel, 1966 [2][3]

- - Antonietta janthina
  - Antonietta luteorufa (Schmekel, 1966)

- Austraeolis Burn, 1962[2]
  - Austraeolis catina
  - Austraeolis ornata

- Bajaeolis Gosliner & Behrens, 1986[2]
  - Bajaeolis bertschi

- Dicata Schmekel, 1967[2]
  - Dicata odhneri

- Dondice Marcus, 1958[2]
  - Dondice banyulensis
  - Dondice occidentalis
  - Dondice parguerensis

- Facelinopsis Pruvot-Fol, 1954 [2]
  - Facelinopsis marioni

- Glaucilla Bergh, 1868
  - Glaucilla marginata

- Glauconella Gray, 1850[4]

- Glaucus Forster, 1777 (com uma única espécie: Glaucus atlanticus Forster, 1777)

- Godiva Macnae, 1954[2]

- Hermissenda Bergh, 1879 [2]
  - Hermissenda crassicornis

- Hermosita Gosliner & Behrens, 1986 [2]
  - Hermosita hakunamatata

- Jason Miller, 1974 [2]
  - Jason mirabilis

- Learchis Bergh, 1896[2]
  - Learchis evelinae
  - Learchis poica

- Palisa Edmunds, 1964 [2]

- Pauleo Millen & Hamann, 1992 [2]
  - Pauleo jubatus

- Sakuraeolis Baba & Hamatani, 1965 [2]
  - Sakuraeolis enosimensis
  - Sakuraeolis gerberina
  - Sakuraeolis gujaratica
  - Sakuraeolis kirembosa
  - Sakuraeolis nungunoides
  - Sakuraeolis sakuracea

- Setoeolis Baba & Hamatani, 1965[2]
  - Setoeolis inconspicua